# Jenny Winkler
Jenny Winkler (Hanau, 13 mei 1979) is een Duitse actrice.
Winkler is al enkele jaren te zien als Nathalie Käppler in de Duitse soapserie Verbotene Liebe. Ze behaalde haar diploma aan de Bankkauffrau en het Staatliche Schau-Examen. Jenny was ook te zien in de speelfilm Berühmt wie der Mond en in verschillende toneelstukken en korte films. Bij het Erthalttheater speelde ze in het toneelstuk Treue oder Der Hochzeitstag en voor Studiobühne Köln was Winkler te zien in Passion.
Jenny heeft voor de Duitse zanger Nico Pohl meegezonden tijdens een concert. In De Duitse Playboy van oktober 2006 was Winkler naakt te zien.

## Filmografie
- 2002: Das Familiengericht
- 2003: Teufelsmelody (korte film)
- 2003: Berühmt wie der Mond
- 2003: Philine & Phyllis (korte film)
- 2004: Die Band (korte film)
- 2004–2010: Verbotene Liebe
- 2008: 112 – Sie retten dein Leben
- 2009: Takiye-Spur des Terrors
- 2009: Danni Lowinski
- 2010: Alarm für Cobra 11 – Die Autobahnpolizei